# Сражение за Таракан (1945)
Сражение за остров Таракан (англ. Battle of Tarakan) или операция «OBOE-1» — операция австралийских и американских войск по освобождению острова Таракан в Нидерландской Ост-Индии, проводившаяся 1 мая — 21 июня 1945; часть Борнейской операции.

## Военно-оперативная ситуация
Остров Таракан был захвачен японцами в январе 1942 года, и стал одним из центром нефтедобычи Японской империи. Однако в 1944 году война приблизилась к этим местам, что привело к падению значения острова. В июле 1944 года его порт Лингкас покинул последний японский танкер; последовавшие позднее авианалёты союзников уничтожили инфраструктуру нефтедобычи и склады, а в прибрежные воды было сброшено большое количество мин. Поэтому в начале 1945 года один из двух базировавшихся на острове японских батальонов был возвращён в Баликпапан.
Союзники решили захватить остров, чтобы использовать его аэродром для создания авиаприкрытия дальнейших десантов на острове Калимантан. Второй целью было восстановление нефтедобычи на острове и использование местной нефти для обеспечения дальнейших боевых действий на этом театре военных действий (ТВД). Предполагалось, что уже на шестой день после высадки можно будет разместить на острове истребительное авиакрыло, на девятый — ударное авиакрыло, а через 21 день после высадки иметь возможность разместить там ещё четыре эскадрильи.
Ядром десантных сил должна была стать австралийская 26-я бригада, до этого воевавшая в Северной Африке и на Новой Гвинее. С воздуха её поддерживали австралийская Первая тактическая воздушная армия и американская Тринадцатая воздушная армия, с моря — Седьмой флот ВМС США и ряд кораблей Королевского ВМФ Австралии. Помимо австралийцев, в высадке принимали участие американские сапёры и рота армии Нидерландов.
Остров оборонял 455-й отдельный пехотный батальон Императорской армии Японии, а также гарнизон военно-морской базы. Готовясь к неминуемому вторжению Союзников, японцы сильно укрепили пляжи в районе порта Лингкас — единственного места, где можно было осуществить высадку с моря (остальное побережье было покрыто болотами и мангровыми зарослями).

## Ход операции
С 12 по 29 апреля 1945 года ВВС Союзников наносили мощные авиаудары по всей Юго-Восточной Азии, делая невозможным участие японской авиации в предстоящем сражении. В последние пять дней перед высадкой основной целью для бомбардировщиков на острове стали японские укрепления на пляжах в районе Лингкаса. Тем временем десантные части в течение марта и апреля сосредотачивались на острове Моротай, а американские тральщики с 27 апреля по 1 мая вытралили морские мины (в основном, поставленные самими же союзниками) на подходах к острову Таракан. 30 апреля отряд коммандос вместе с артиллерийской батареей высадились на необитаемом островке Садау. Под прикрытием их огня, сапёры проникли на предназначенные для высадки пляжи на острове Таракан и устранили с них подготовленные японцами препятствия.
С утра 1 мая на Таракане начала высаживаться австралийская пехота, которая быстро захватила плацдарм. Плохой грунт на пляжах замедлил выгрузку транспорта и артиллерии. Закрепившись на побережье, австралийцы двинулись на север, и в ночь на 2 мая захватили аэродром. Японцы отступили вглубь острова.
Австралийцы предпочли не ввязываться в кровопролитные бои в сложных природных условиях острова, а использовать своё подавляющее превосходство в артиллерии и авиации, постепенно продвигаясь вперёд. 7 мая сапёрный батальон и нидерландская рота вышли к окраинам города Таракан, однако наткнулись там на сильное японское сопротивление. 14 мая, после недели интенсивных атак с воздуха, японцы оставили свои позиции, и 16 мая сапёрный батальон вышел к восточному побережью острова; нидерландцы тем временем осуществили «зачистку» южной части острова.
Оставшиеся в северной части острова японские войска подвергались постоянным ударам с моря и воздуха, их силы таяли. В итоге 14 июня японцы выпустили с контролируемой ими территории 112 индонезийских и китайских рабочих, с которыми передали послание командованию Союзников. 15 июня радио Токио сообщило о падении Таракана, а 21 июня командование Союзников объявило остров безопасным.

## Итоги
Предшествующие бомбардировки настолько повредили островной аэродром, что вместо одной недели его восстанавливали восемь; он был запущен в эксплуатацию лишь 28 июня, когда высадки на Калимантане уже состоялись. Наличие японских войск во внутренних частях острова не позволило быстро приступить к восстановлению нефтедобычи, до конца войны нефти с Таракана так и не поступило.